# Niebla ceruchis
Niebla ceruchis är en lavart som först beskrevs av Erik Acharius, och fick sitt nu gällande namn av Rundel & Bowler. Niebla ceruchis ingår i släktet Niebla och familjen Ramalinaceae.   Inga underarter finns listade i Catalogue of Life.